# 베이징 지하철 SFM05형 전동차
베이징 지하철 SFM05형 전동차(중국어: 北京地铁SFM05型电动车组)는 베이징 지하철의 통근형 전동차 중 하나로 현재 4호선과 다싱선에서 운영되고 있다.

## 개요
SFM05형은 남차 쓰팡(南车四方)에서 제작한 73편성 438대로, 객차당 4쌍의 전동 외부 슬라이딩 도어 형태의 출입문이 있으며, 열차 양쪽 끝에 비상구를 갖추고 있다. 2009년 9월 28일부터 4호선에서 운행되었고, 2010년 12월 30일부터는 다싱선에서 운행을 시작했다. 열차는 룽베이춘 주차장(龙背村停车场), 마자바오 차량단(马家堡车辆段), 난자오루 차량단(南兆路车辆段)에 배속되어 있다.

## 열차 특성
SFM05형 전동차에는 회생 제동, 에너지 회수 시스템을 갖추고 있으며, 제어 소프트웨어 때문에 열차가 시동 및 제동할 때 갑자기 떨리는 문제가 있다.
열차는 또 배터리 공급 견인 기술을 적용하여, 전원 공급이 중단되어도 1km를 계속 운행할 수 있다. 승객들은 비상시 환기를 할 수 있도록 비상 환기창구가 마련되어 있다. 비상시 승객이 운전사와 통화할 수 있도록 비상경보통신장치도 있다.

## 편성

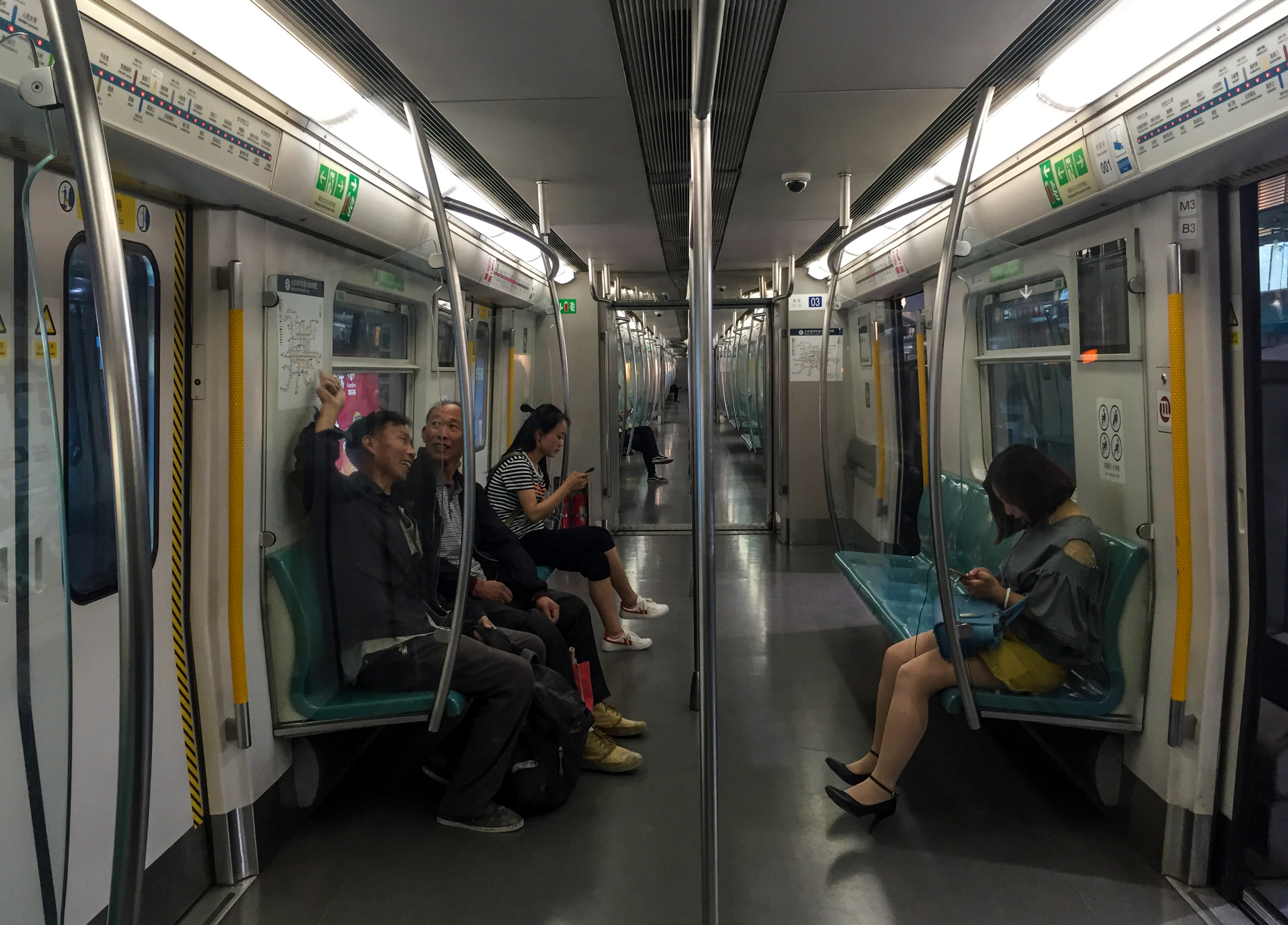
SFM05형 열차 내부

|            | SFM05← 안허차오베이궁이시차오, 톈궁위안 → |           |           |           |           |             |
| 객차번호   | 1                                         | 2         | 3         | 4         | 5         | 6           |
| 집전장치   |                                           | 있음      | 있음      |           | 있음      |             |
| 형태구분   | XXXTc1 (Tc)                               | XXXM1 (M) | XXXM3 (M) | XXXT3 (T) | XXXM2 (M) | XXXTc2 (Tc) |
| 동력장치   | 장치1                                     | 장치1     | 장치2     | 장치2     | 장치3     | 장치3       |
| 기타 설비  |                                           |           |           |           |           |             |
| 기계 설치  | SIV                                       | CP        |           |           | CP        | SIV         |
| 차량 중량  | 30.0t                                     | 35.0t     | 35.0t     | 28.0t     | 35.0t     | 30.0t       |
| 승객적재량 |                                           |           |           |           |           |             |

범례：
- SIV：정지형 인버터(静式变流器)
- CP：전동 공기 압축기

## 사고
2010년 3월 23일 21시 23분, SFM05 열차가 동물원역에서 제동 고장으로 발차가 지연되었다. 21시 38분이 되어서야 결함을 제거하고 운영을 재개했다.
- 2013년 1월 19일 7시경 SFM05 열차 한 대에서 인버터에 접지가 생겨 많은 연기가 발생하였고, 연기가 많이 나고 36분 만에 결함을 해결했다.[5]

## 같이 보기
- 베이징 지하철 4호선
- 베이징 지하철 다싱 선